# Xã Bowie, Quận Desha, Arkansas
Xã Bowie (tiếng Anh: Bowie Township) là một xã thuộc quận Desha, tiểu bang Arkansas, Hoa Kỳ. Năm 2010, dân số của xã này là 4.213 người.